# Замок Кацурэн
Кацурэн (яп. 勝連城 кацурэндзё:, окинав. каччин-гусику)) — рюкюский замок-святилище (гусуку) в Японии, который расположен в городе Урума в префектуре Окинава. После землетрясения в Окинаве была повреждена стена и третий двор замка. В 2000 году замок был включён в список всемирного наследия ЮНЕСКО как один из памятников государства Рюкю.

## География
Замок расположен на холме на высоте 98 метров над уровнем моря у южного подножия полуострова Кацурен. К югу от замка располагалась деревня Хэбару (руины Хэбару Фурудзима), которая была торговым портом при замке. В северной части Кацурэна было расположено рисовое поле.
Замок также использовался как святилище рюкюской религии, первый внутренний двор был посвящён Кобудзукасе.

## История замка
По одним источникам считается, что замок Кацурэн был построен в начале 14 века Кацурэном, пятым сыном Тайсэя, второго легендарного короля из династии Эйсо, но, с другой стороны, возможно, что замок уже начали строить примерно в 12-13 веках. Его золотым веком считается середина 15 столетия, время правления адзи Амавари. Замок был разрушен в 1458 году армией Рюкю.
В Кацурэне были раскопаны драгоценные плитки и китайский фарфор той эпохи. Такие остатки свидетельствуют о древности замка и использовании его для торговли между государствами восточной Азии. Кацурэн был центром культуры Рюкю одновременно с Камакурой, игравшей ту же роль в Ямато.
Стены замка частично разобрали и использовали камни оттуда при строительстве дорог, поэтому в настоящее время замок содержит реконструированные части.
15 мая 1972 года замок был признан историческим местом в Японии — это произошло в тот же день, когда Окинава освободилась от американской военной оккупации. В ноябре 2000 года Кацурэн вместе с руинами замка Сюри был также зарегистрирован как объект культурного наследия ЮНЕСКО в составе группы гусуку. Он самый древний в этом списке.
Среди 10 металлических изделий, раскопанных при обследовании руин в 2016 и 2013 годах, были обнаружены 4 монеты Римской империи, изготовленные из геологических формаций 14-15 веков, один экземпляр монет Османской империи которые были сделены в 17 веке. Считается, что монеты попали в Восточную Азию в результате морской торговли в период между 14 и 15 веками, и это первый случай, когда римские и османские монеты были обнаружены в Японии.
6 апреля 2017 года замок вошёл в список 100 наикрасивейших замков в Японии.
В настоящее время замок является туристическим объектом.